# Scelte del primo giro nel draft dei Carolina Panthers

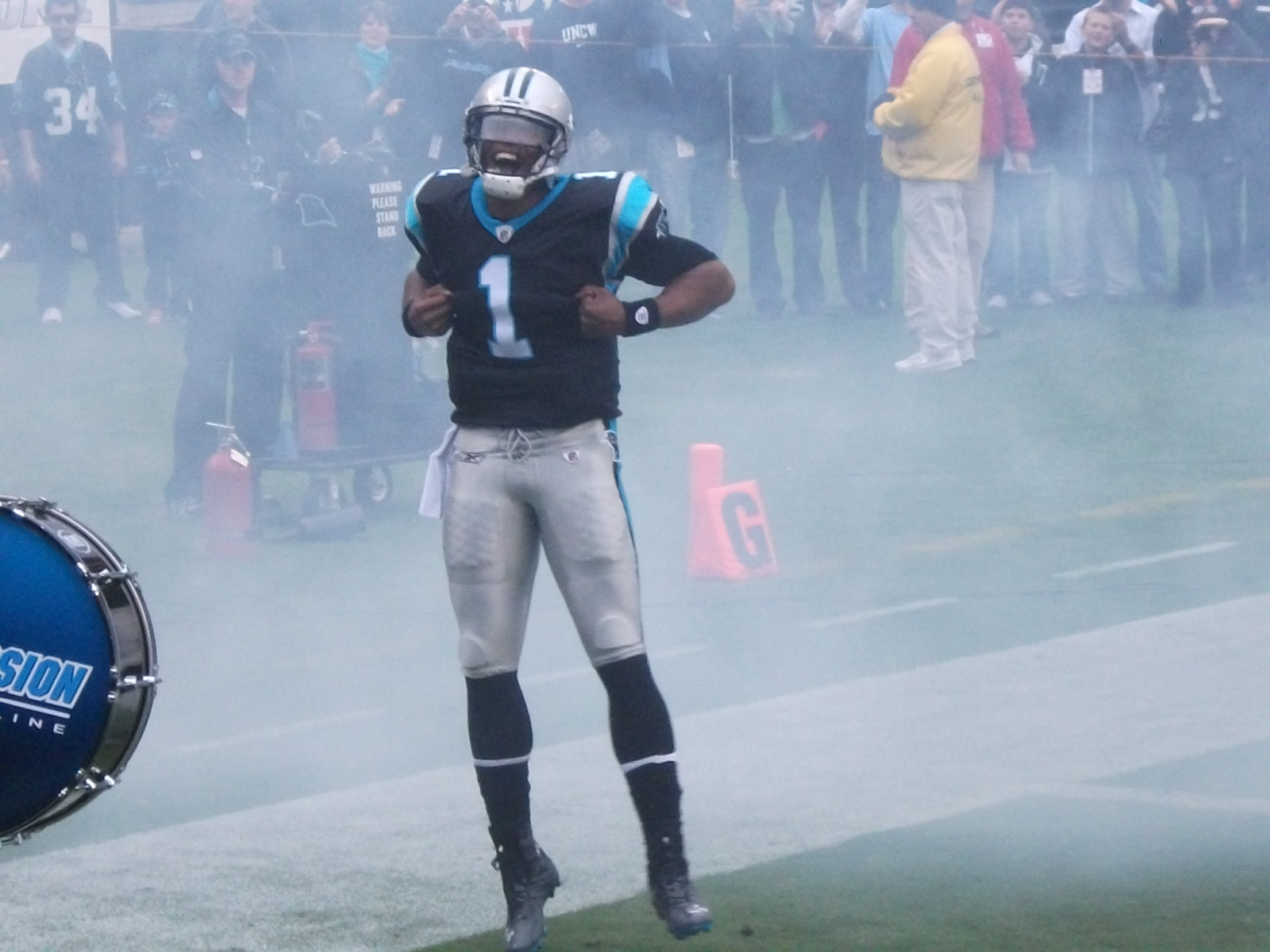
Cam Newton fu la prima scelta assoluta nel 2011.

I Carolina Panthers si unirono alla National Football League (NFL) nel 1995 come expansion team, assieme ai Jacksonville Jaguars. La loro prima scelta nel Draft NFL fu Kerry Collins, un quarterback da Penn State (USC). La scelta del primo giro più recente della squadra è stato Vernon Butler, un defensive tackle dalla Louisiana Tech.
I Panthers sono stati in possesso per una volta della prima scelta assoluta, dove hanno scelto Cam Newton nel Draft 2011. Avrebbero dovuto averla anche nel 2002, avendo terminato col peggior record della lega, ma questa fu assegnata ai neonati Houston Texans, e nel 1995, anno della loro nascita, ma la scambiarono coi Cincinnati Bengals per la loro 5ª e 36ª scelta di quel draft.

## Selezioni
| Anno | Scelta | Giocatore             | Ruolo            | College           | Note |
| ---- | ------ | --------------------- | ---------------- | ----------------- | --- |
| 1995 | 5      | Kerry Collins         | Quarterback      | Penn State        | 1 volta Pro Bowler (1996) |
| 1995 | 22     | Tyrone Poole          | Cornerback       | Fort Valley State | |
| 1995 | 29     | Blake Brockermeyer    | Offensive tackle | Texas             | |
| 1996 | 8      | Tshimanga Biakabutuka | Running back     | Michigan          | |
| 1997 | 27     | Rae Carruth           | Wide receiver    | Colorado          | |
| 1998 | 14     | Jason Peter           | Defensive end    | Nebraska          | |
| 1999 | —      | Nessuna scelta        | —                | —                 | [ 3 ] |
| 2000 | 23     | Rashard Anderson      | Defensive back   | Jackson State     | [ 4 ] |
| 2001 | 11     | Dan Morgan            | Linebacker       | Miami (FL)        | 1 volta Pro Bowler (2004), 1 volta All-Pro (2004) |
| 2002 | 2      | Julius Peppers        | Defensive end    | North Carolina    | Rookie difensivo dell'anno, 8 volte Pro Bowler (2004, 2005, 2006, 2008, 2009, 2010, 2011, 2012), 6 volte All-Pro (2004, 2006, 2008, 2009, 2010, 2012)                                        |
| 2003 | 8      | Jordan Gross          | Offensive tackle | Utah              | 3 volte Pro Bowler (2008, 2010, 2013), 1 volta All-Pro (2008) |
| 2004 | 28     | Chris Gamble          | Cornerback       | Ohio State        | All-Rookie Team. |
| 2005 | 14     | Thomas Davis          | Linebacker       | Georgia           | 1 volta Pro Bowler (2015), 1 volta All-Pro (2015) |
| 2006 | 27     | DeAngelo Williams     | Running back     | Memphis           | 1 volta Pro Bowler (2009), 1 volta All-Pro (2008) |
| 2007 | 25     | Jon Beason            | Linebacker       | Miami (FL)        | 3 volte Pro Bowler (2008, 2009, 2010), 2 volte All-Pro (2008, 2009) |
| 2008 | 13     | Jonathan Stewart      | Running back     | Oregon            | |
| 2008 | 19     | Jeff Otah             | Offensive tackle | Pittsburgh        | [ 6 ] |
| 2009 | —      | Nessuna scelta        | —                | —                 | |
| 2010 | —      | Nessuna scelta        | —                | —                 | [ 7 ] |
| 2011 | 1      | Cam Newton            | Quarterback      | Auburn            | Rookie offensivo dell'anno, 3 volte Pro Bowler (2011, 2013, 2015), MVP della NFL (2015), 1 volta All-Pro (2015), Record NFL per touchdown segnati su corsa in una stagione da un quarterback |
| 2012 | 9      | Luke Kuechly          | Linebacker       | Boston College    | Rookie difensivo dell'anno, 3 volte Pro Bowler (2013, 2014, 2015), 3 volte All-Pro (2013, 2014, 2015), Difensore dell'anno (2013)                                                            |
| 2013 | 14     | Star Lotulelei        | Defensive tackle | Utah              | |
| 2014 | 28     | Kelvin Benjamin       | Wide receiver    | Florida State     | |
| 2015 | 25     | Shaq Thompson         | Linebacker       | Washington        | |
| 2016 | 30     | Vernon Butler         | Defensive tackle | Louisiana Tech    | |
| 2017 | 8      | Christian McCaffrey   | RB               | Stanford          | |
| 2018 | 24     | D.J. Moore            | WR               | Maryland          | |